# Storm Chasers
Storm Chasers is een Amerikaanse realityserie die weermeteorologen op de voet volgt door Tornado Alley, een gebied in centraal Noord-Amerika waar relatief veel tornado's voorkomen.

## Beschrijving
De serie startte op 17 oktober 2007 en werd vijf seizoenen lang uitgezonden op Discovery Channel. Storm Chasers werd elk jaar gefilmd in Tornado Alley tijdens de overgang van lente naar zomer, een tijd waarin de meeste activiteit kan worden waargenomen.
Dr. Joshua Wurman, een wetenschapper die veel onderzoek in het gebied deed, werkte in 2007 en 2008 samen met filmmaker Sean Casey die een IMAX-documentaire maakte over tornado's. Deze film, getiteld Tornado Alley, werd uiteindelijk voltooid en verscheen in IMAX-theaters in 2011. Casey maakte daarna nog twee IMAX-films in 2016 en in 2019, waarvan een over extreem weer. Wurman reed rond in de DOW (Doppler On Wheels) en Casey in de TIV (Tornado Intercept Vehicle).
In 2008 volgde het programma ook weermeteoroloog Reed Timmer. Zijn doel was echter meer gericht op het extreme aspect van de tornado en in mindere mate op wetenschappelijk vlak. Hij opereerde kleinschalig om videobeelden te verzamelen voor zijn website over tornado's. Timmers team is in de serie bekend als Team Dominator.
In 2009 kwam de introductie van Team Twistex, onder leiding van Tim Samaras. Zijn zoon, Samaras zelf en collega Carl Young kwamen eind mei 2013 om het leven tijdens een tornadojacht bij El Reno.
De zender besloot na enige controverse de serie te stoppen. Meteorologen vonden dat de serie een goed beeld gaf over het onderzoek naar tornado's, kritiek was echter dat de serie misleidend was, en mensen liet geloven dat zij veilig in de buurt van een tornado konden komen.

## Hoofdpersonen
- Sean Casey
- Joshua Wurman
- Reed Timmer
- Tim Samaras
- Tony Laubach
- Marcus Gutierrez
- Byron Turk

## Afleveringen
| Seizoen | Afleveringen | Uitgezonden vanaf | Volgt teams                                  |
| ------- | ------------ | ----------------- | -------------------------------------------- |
| 1       | 4            | 17 oktober 2007   | Casey, Wurman                                |
| 2       | 8            | 19 oktober 2008   | Casey, Timmer, Wurman                        |
| 3       | 8            | 18 oktober 2009   | Casey, Timmer, Wurman (terugkerend)          |
| 4       | 8            | 13 oktober 2010   | Casey, Timmer, Samaras, Wurman (terugkerend) |
| 5       | 8            | 25 september 2011 | Casey, Timmer, Samaras                       |